# مخطط سيركل الرقمي
مخطط سيركل الرقمي والمعروف سابقا باسم مخطط غاون الرقمي، هو مخطط بياني قياسي لصناعة الموسيقى لأجل تصنيف توب 200 أغنية الأكثر شعبية في كوريا الجنوبية. يوفر تصنيفات على أساس أسبوعي وشهري وسنوي، يعتمد على إجمالي البث والتنزيلات والموسيقى من منصات الموسيقى الكورية الجنوبية الكبرى.

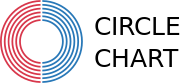